# Liste der Biografien/Rif
Liste der Biografien |
Portal Biografien |
Personensuche
# |
A |
B |
C |
D |
E |
F |
G |
H |
I |
J |
K |
L |
M |
N |
O |
P |
Q |
R |
S |
T |
U |
V |
W |
X |
Y |
Z |
?
 
Ra |
Rb |
Rd |
Re |
Rh |
Ri |
Rj |
Rk |
Rl |
Rm |
Rn |
Ro |
Rr |
Rs |
Rt |
Ru |
Rv |
Rw |
Rx |
Ry |
Rz
 
Ria |
Rib |
Ric |
Rid |
Rie |
Rif |
Rig |
Rih |
Rii |
Rij |
Rik |
Ril |
Rim |
Rin |
Rio |
Rip |
Riq |
Rir |
Ris |
Rit |
Riu |
Riv |
Riw |
Rix |
Riy |
Riz
Die Liste der Biografien führt alle Personen auf, die in der deutschsprachigen Wikipedia einen Artikel haben. Dieses ist eine Teilliste mit 53 Einträgen von Personen, deren Namen mit den Buchstaben „Rif“ beginnt.

## Rif

### Rifa
- Rifaat, Alifa (1930–1996), ägyptische Schriftstellerin
- Rifaʿi, Abd al-Munʿim ar- (1917–1985), jordanisch-libanesischer Politiker und Dichter, Premierminister von Jordanien
- Rifai, Ahmed (1118–1182), Sufi und Gründer des Rifai-Ordens
- Rifaï, Noureddine (* 1899), libanesischer Militär und Politiker
- Rifaʿi, Samir ar- (1901–1965), jordanischer Politiker, Premierminister des Königreichs Jordanien
- Rifaʿi, Samir ar- (* 1966), jordanischer Politiker und Premierminister
- Rifaʿi, Zaid ar- (1936–2024), jordanischer Politiker und Premierminister
- Rifan, Fernando Areas (* 1950), brasilianischer Bischof
- Rifat, Oktay (1914–1988), türkischer Jurist und Schriftsteller

### Rifb
- Rifbjerg, Frands (* 1964), dänischer Jazzmusiker
- Rifbjerg, Klaus (1931–2015), dänischer Schriftsteller

### Rife
- Rife, Brandon (* 1994), US-amerikanischer Schauspieler und Model
- Rifé, Joaquim (* 1942), spanischer Fußballspieler und -trainer
- Rife, John Winebrenner (1846–1908), US-amerikanischer Politiker
- Rife, Matt (* 1995), US-amerikanischer Schauspieler und KomikerMatt Rife (* 1995)

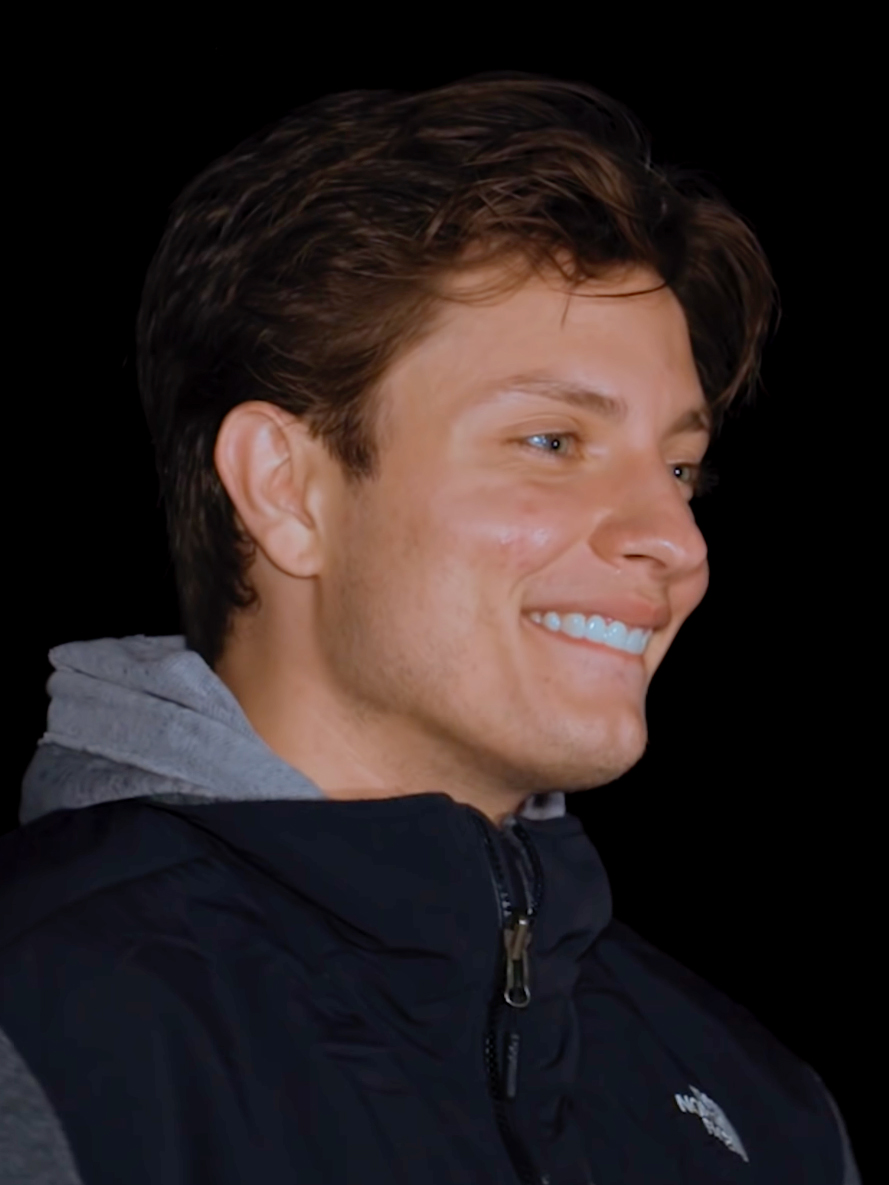
Matt Rife (* 1995)

- Rife, Royal (1888–1971), US-amerikanischer Erfinder
- Rifel, Wadim (* 1979), kasachischer Eishockeyspieler
- Rifesser, Josef (1921–2020), italienischer Holzschnitzer und Bildhauer (Südtirol)

### Riff
- Riff Raff (* 1982), US-amerikanischer RapperRiff Raff (* 1982)

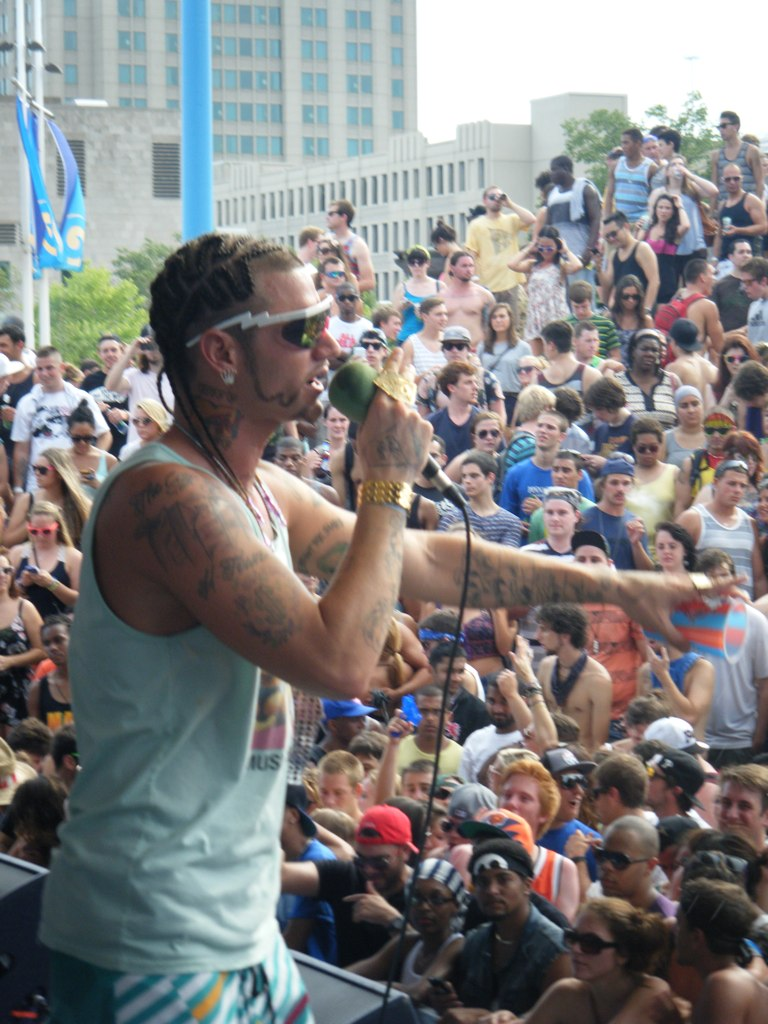
Riff Raff (* 1982)

- Riff Reb’s (* 1960), französischer Comiczeichner
- Riff, Adolf (1850–1929), deutscher Jurist, und Politiker, MdR
- Riff, Jean-Noël (* 1981), französischer Schachspieler
- Riff, Sepp (1928–2000), österreichischer Kameramann
- Riffart, Hermann (1840–1919), deutscher Architekt
- Riffaterre, Michael (1924–2006), US-amerikanischer Romanist und Literaturwissenschaftler französischer Herkunft
- Riffaud, Madeleine (1924–2024), französische Widerstandskämpferin, Journalistin und Schriftstellerin
- Riffaud, René (1898–2007), französischer Veteran des Ersten Weltkriegs
- Riffel, Annegret (1897–1968), deutsche Schauspielerin, Synchron- und Hörspielsprecherin
- Riffel, Christa (* 1998), deutsch Radsportlerin
- Riffel, Hannes (* 1966), deutscher Übersetzer und Verleger
- Riffel, Johann Franz von († 1813), deutscher Verwaltungsjurist
- Riffel, Kaspar (1807–1856), deutscher Kirchenhistoriker
- Riffel, Paul (1901–1975), deutscher Manager und Verbandsfunktionär
- Riffel, Rena (* 1969), US-amerikanische Schauspielerin, Tänzerin, Regisseurin, Drehbuchautorin und Filmproduzentin
- Riffel, Sara (* 1977), deutsche Übersetzerin
- Riffeler, Jakob (1920–2003), deutscher Metallbildhauer
- Riffice, Sam (* 1999), US-amerikanischer Tennisspieler
- Rifflet, Sylvain (* 1976), französischer Jazzmusiker und Komponist
- Riffo, Miguel (* 1981), chilenischer Fußballspieler

### Rifk
- Rifka, Fuad (1930–2011), syrisch-libanesischer Philosophieprofessor, Lyriker und Übersetzer
- Rifka, Judy (* 1945), US-amerikanische Malerin und Multimediakünstlerin
- Rifka, Romary (* 1970), mexikanische Hochspringerin
- Rifkin, Adam (* 1966), US-amerikanischer Filmregisseur, Drehbuchautor, Schauspieler und Produzent
- Rifkin, Jay (* 1955), britisch-US-amerikanischer Filmproduzent und Geschäftsführer
- Rifkin, Jeremy (* 1945), US-amerikanischer Ökonom, Publizist
- Rifkin, Joel (* 1959), US-amerikanischer Serienmörder, dem neun Morde an Prostituierten nachgewiesen wurden
- Rifkin, Joshua (* 1944), US-amerikanischer Dirigent und Musikwissenschaftler
- Rifkin, Ned (* 1949), amerikanischer Kunsthistoriker und Museumsdirektor
- Rifkin, Richard, US-amerikanischer Schauspieler und Drehbuchautor
- Rifkin, Ron (* 1939), US-amerikanischer SchauspielerRon Rifkin (* 1939)

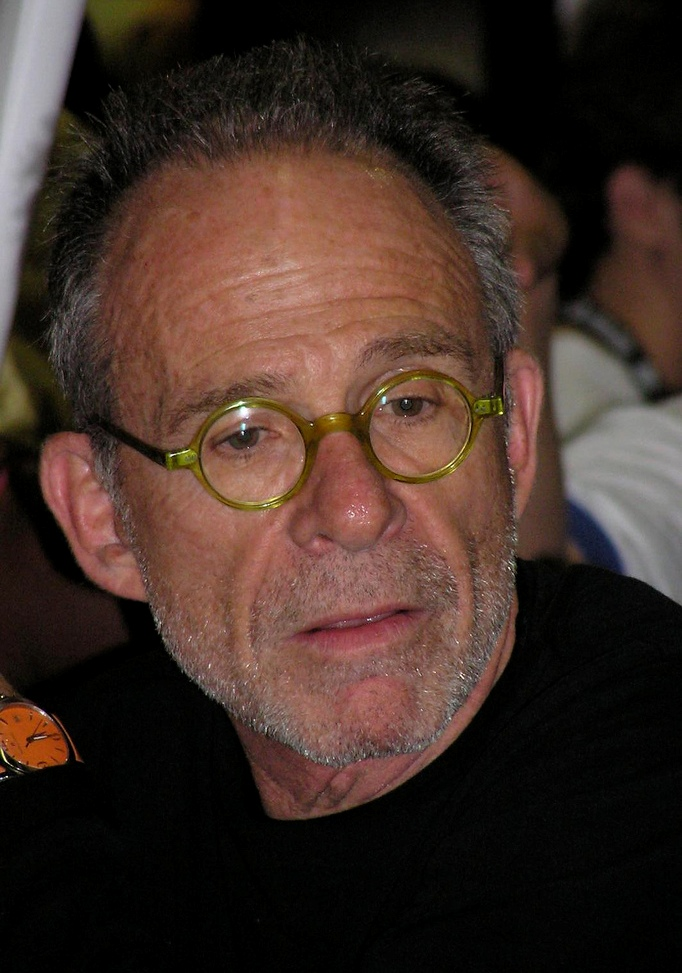
Ron Rifkin (* 1939)

- Rifkind, Malcolm (* 1946), britischer konservativer Politiker, Mitglied des House of Commons

### Rifq
- Rifqi, Iqram (* 1996), singapurischer Fußballspieler

### Rift
- Rift, Zoogz (1953–2011), US-amerikanischer Musiker, Maler und Wrestling-Promoter